# Championnat du Venezuela de football 2020
Navigation
Saison 2019 Saison 2021
La saison 2020 du championnat du Venezuela de football est la soixante-quatrième édition du championnat de première division professionnelle au Venezuela et la cent-unième saison du championnat national. Cette saison le nombre de participants est de 19 équipes, à la suite du retrait de Llaneros de Guanare.

## Déroulement de la saison
La saison commence le 30 janvier 2020 et devait se terminer en décembre avec la finale pour définir le champion. Cependant, à la mi-mars, le championnat est suspendu au bout de la 6e journée en raison de la pandémie de Covid-19.
Le 15 mai 2020, la fédération (FVF) annonce la fin du championnat, en annulant tous les matchs joués. Le même jour, la ligue FUTVE a rejeté la suspension, affirmant qu'elle n'avait jamais été informée par la fédération.
Plus tard début septembre, la FVF annonce que la ligue FUTVE reprendrait le 14 octobre, jouant avec un format différent et seulement avec 17 équipes, Zulia FC et  Lala Fútbol Club annoncent leur retrait pour ne pas mettre en danger la santé des joueurs et des employés de leurs équipes.
Le 18 septembre 2020, un tirage au sort est organisé qui définit les groupes pour la reprise de la compétition. Le nouveau format est constitué de deux groupes jouant dans deux villes. Dans chaque groupe les équipes se rencontrent deux fois, les deux premiers sont qualifiés pour la Copa Libertadores 2021 et se rencontrent dans une finale unique pour déterminer le champion du Venezuela.
Les deuxièmes de groupe également qualifiés pour la Copa Libertadores 2021 se battent en un seul match pour savoir quelle équipe joue le premier tour ou le deuxième tour de qualification.
Les troisièmes de groupe qualifiés pour la Copa Sudamericana se battent pour déterminer leur position (Venezuela 1 ou Venezuela 2) au tirage au sort.
Les quatrièmes qualifiés pour la Copa Sudamericana se battent pour déterminer leur position (Venezuela 3 ou Venezuela 4) au tirage au sort.
Il n'y aura pas de relégation en deuxième division pour 2021.

## Les clubs participants
- Aragua FC
- Caracas FC
- Mineros de Guayana
- Trujillanos FC
- Zulia FC
- Portuguesa FC
- Carabobo FC
- Metropolitanos Fútbol Club
- Club Deportivo Lara
- Academia Puerto Cabello
- Deportivo Táchira
- Atlético Venezuela
- Zamora FC
- Monagas SC
- Yaracuyanos Fútbol Club  - Promu de Segunda División
- Deportivo La Guaira
- Estudiantes de Mérida
- Gran Valencia Maracay  - Promu de Segunda División
- LALA Fútbol Club

## Compétition
Le barème utilisé pour établir les différents classements est le suivant :
- Victoire : 3 points
- Match nul : 1 point
- Défaite : 0 point

### Groupe A
Les rencontres se jouent à Valencia
| Rang | Équipe                    | Pts | J  | G  | N | P  | Bp | Bc | Diff |
| ---- | ------------------------- | --- | -- | -- | - | -- | -- | -- | ---- |
| 1    | Deportivo La Guaira       | 33  | 16 | 10 | 3 | 3  | 25 | 11 | +14  |
| 2    | Club Deportivo Lara       | 32  | 16 | 9  | 5 | 2  | 27 | 9  | +18  |
| 3    | Academia Puerto Cabello   | 26  | 16 | 6  | 8 | 2  | 22 | 15 | +7   |
| 4    | Mineros de Guayana        | 24  | 16 | 7  | 3 | 6  | 24 | 24 | 0    |
| 5    | Yaracuyanos Fútbol Club P | 21  | 16 | 5  | 6 | 5  | 18 | 19 | -1   |
| 6    | Estudiantes de Mérida     | 20  | 16 | 5  | 5 | 6  | 25 | 25 | 0    |
| 7    | Trujillanos FC            | 18  | 16 | 5  | 3 | 8  | 19 | 25 | -6   |
| 8    | Atlético Venezuela        | 15  | 16 | 4  | 3 | 9  | 17 | 28 | -11  |
| 9    | Carabobo FC               | 6   | 16 | 0  | 6 | 10 | 14 | 35 | -21  |

|  | Qualification pour la Copa Libertadores 2021      |
|  | Qualification pour la Copa Sudamericana 2021      |
|  | T : Tenant du titre P : Promu de Segunda División |

### Groupe B
Les rencontres se jouent à Barinas.
| Rang | Équipe                     | Pts | J  | G | N | P  | Bp | Bc | Diff |
| ---- | -------------------------- | --- | -- | - | - | -- | -- | -- | ---- |
| 1    | Deportivo Táchira          | 31  | 14 | 9 | 4 | 1  | 20 | 8  | +12  |
| 2    | Caracas FCT                | 30  | 14 | 9 | 3 | 2  | 25 | 9  | +16  |
| 3    | Aragua FC                  | 22  | 14 | 6 | 4 | 4  | 16 | 13 | +3   |
| 4    | Metropolitanos Fútbol Club | 21  | 14 | 5 | 6 | 3  | 20 | 17 | +3   |
| 5    | Zamora FC                  | 17  | 14 | 5 | 2 | 7  | 15 | 14 | +1   |
| 6    | Gran Valencia MaracayP     | 8   | 14 | 3 | 4 | 7  | 11 | 24 | -13  |
| 7    | Portuguesa FC              | 11  | 14 | 3 | 2 | 9  | 9  | 23 | -14  |
| 8    | Monagas SC                 | 10  | 14 | 3 | 1 | 10 | 15 | 23 | -8   |

|  | Qualification pour la Copa Libertadores 2021      |
|  | Qualification pour la Copa Sudamericana 2021      |
|  | T : Tenant du titre P : Promu de Segunda División |

### Phase finale
Les deux deuxièmes se rencontrent pour déterminer les positions des équipes au tirage au sort de la Copa Libertadores, le vainqueur est qualifié pour le deuxième tour, le perdant dispute le premier tour.
| 15 décembre 2020 | Club Deportivo Lara | 1 - 0   | Caracas FC | Estadio Agustín Tovar Barinas |                 |
|                  |                     | (0 - 0) |            | Spectateurs : 0               | Spectateurs : 0 |

#### Finale du championnat
Les clubs vainqueurs des deux groupes s'affrontent pour remporter le titre de champion.
| 15 décembre 2020 | Deportivo La Guaira | 2 - 0   | Deportivo Táchira | Estadio Misael Delgado Valencia |                 |
|                  |                     | (1 - 0) |                   | Spectateurs : 0                 | Spectateurs : 0 |

- Deportivo La Guaira remporte son premier titre de champion.

## Bilan de la saison
| Championnat du Venezuela de football 2020 |                                              |
| Champion                                  | Deportivo La Guaira (1er titre)              |
| Coupes et trophées                        |                                              |
| Vainqueur de la Coupe du Venezuela 2020   | non disputée                                 |
| Qualifications continentales              |                                              |
| Copa Libertadores 2021                    | Deportivo La Guaira                          |
| Copa Libertadores 2021                    | Deportivo Táchira                            |
| Copa Libertadores 2021                    | Club Deportivo Lara                          |
| Copa Libertadores 2021                    | Caracas FC                                   |
| Copa Sudamericana 2021                    | Academia Puerto Cabello                      |
| Copa Sudamericana 2021                    | Aragua FC                                    |
| Copa Sudamericana 2021                    | Metropolitanos Fútbol Club                   |
| Copa Sudamericana 2021                    | Mineros de Guayana                           |
| Promotions et relégations                 |                                              |
| Promus en Primera División                | Club Deportivo Hermanos Colmenarez           |
| Promus en Primera División                | Universidad Central de Venezuela Fútbol Club |
| Relégués en Segunda División              | aucun                                        |